# James N. Frey
James N. Frey (* 15. März 1943 in Syracuse, New York) ist ein US-amerikanischer Autor und Lehrer für kreatives Schreiben. Er schrieb sowohl Belletristik, als auch Sachbücher.

## Leben
Frey war der Sohn von Jacob Ernest Frey (1909–1975) und dessen erster Frau Mabel Loretta (geborene Keville, 1913–1948). Er war vor seiner Zeit als Schriftsteller als Vertreter (Haustürverkauf), Versicherungsermittler und Zeitungsredakteur tätig. Zudem bekleidete er einen Regierungsjob, der ihn zur Geheimhaltung verpflichtete. Er unterrichtete an der University of California, Berkeley das Schreiben von Romanen, Thrillern und Science Fiktion und war Mitarbeiter der „Squaw Valley Writers’ Conference“. Frey lebt in Berkeley, Kalifornien. Zu seinen Hobbys zählt das Segeln. Bekannt wurde er durch seine Abhandlung Wie man einen verdammt guten Roman schreibt. Zu seinen Veröffentlichungen zählen: Romane, Dramen und weitere Ratgeber für kreatives Schreiben. Des Weiteren arbeitete er als Dozent in Schulen und hielt Vorträge auf Konferenzen. 1994 wurde er durch die University of California für seine Romankurse zum “Honored Teacher of the Year” erklärt. Frey gilt als einer der führenden amerikanischen Lehrer für kreatives Schreiben. Er leitete mehr als fünfzehn Jahre lang einen offenen Workshop der „Squaw Valley Community of Writers“ und hielt zahlreiche Vorträge an Schulen und auf Konferenzen wie der „Oregon Writers Colony“, der „Santa Barbara Writers Conference“ oder bei den „Heartland Writers“.

## Werke (Auswahl)
Belletristik
- mit Mark Washburn: The Last Patriot. Kensington Publishing Corp., New York 1984, ISBN 0-8217-1403-1.
- mit Mark Washburn: The Armageddon Game. Kensington Pub. Co., New York 1985.
- The Elixir. Kensington Pub. Corp., New York 1986, ISBN 0-8217-1809-6.
- Long Way to Die. Macmillan, 1987, ISBN 0-333-49697-3 (wurde von den Mystery Writers of America für den Edgar Allan Poe Award nominiert).
- U.S.S.A. Zebra Books, New York 1987.
- Killing in Dreamland. Bantam Books, Toronto 1988, ISBN 0-553-27353-1.
- Came a Dead Cat. St. Martin’s Press, New York 1991.
- Winter of the Wolves. Holt, New York 1992, ISBN 0-8050-1764-X.

Sachbücher
- How to Write a Damn Good Novel. Macmillan, London 1988, ISBN 0-333-47335-3.
- How to Write a Damn Good Novel. II, St. Martin’s Press, New York 1994.
- The Key: How to Write Damn Good Fiction Using the Power of Myth. St. Martin’s Griffin, New York 2002, ISBN 0-312-30052-2.
- How to Write a Damn Good Thriller: A Step-by-Step Guide for Novelists and Screenwriters. St. Martin’s Press, New York 2010, ISBN 978-0-312-57507-6.

Biografien
- Gift of the white light : the strange and wonderful story of Annette Martin, psychic. Quill Driver Books, Sanger 2008, ISBN 978-1-884956-79-9.